# Virslīga 2011
La Virslīga 2011 è stata la 20ª edizione della massima divisione del calcio lettone dalla ritrovata indipendenza e la 37ª con questa denominazione. La stagione è iniziata il 15 aprile e si è conclusa il 5 novembre 2011. Il Ventspils ha vinto il titolo per la quarta volta.

## Novità
Lo Jaunība Rīga, ultimo nel 2010, è retrocesso ed è stato sostituito dal Gulbene, vincitore della Prima Lega.

Il Tranzit, penultimo, avrebbe dovuto giocare uno spareggio con lo Jūrmala, secondo classificato in Prima Lega. Prima dello spareggio, il Tranzit ha comunicato alla Federcalcio lettone la sua rinuncia al posto in Virslīga. Lo Jūrmala è stato così promosso automaticamente.

Prima dell'inizio della nuova stagione, il Blāzma ha deciso di ritirarsi. Il campionato si è così ridotto da 10 a 9 squadre.

## Formula
Le 9 squadre partecipanti si sono affrontate in due gironi di andata e ritorno, per un totale di 32 partite.

La squadra campione di Lettonia ha il diritto a partecipare alla UEFA Champions League 2012-2013 partendo dal secondo turno preliminare.

Le squadre classificate al secondo e terzo posto sono ammesse alla UEFA Europa League 2012-2013 partendo dal primo turno preliminare.

La vincitrice della Coppa nazionale è ammessa alla UEFA Europa League 2012-2013 partendo dal secondo turno preliminare.

L'ultima classificata ha affrontato in uno spareggio la seconda classificata della Prima Lega.

## Squadre partecipanti
| Club              | Città      | Stadio                   | Posizione 2010         |
| ----------------- | ---------- | ------------------------ | ---------------------- |
| Daugava           | Daugavpils | Stadio Daugava           | 4º posto               |
| Gulbene           | Gulbene    | Gulbenes SC              | 1º posto in Prima Lega |
| Jelgava           | Jelgava    | Centro Sportivo Zemgales | 6º posto               |
| Jūrmala           | Jūrmala    | Stadio Slokas            | 2º posto in Prima Lega |
| Jūrmala-VV        | Jūrmala    | Stadio Slokas            | 5º posto               |
| Metalurgs Liepāja | Liepāja    | Stadio Daugava           | 3º posto               |
| Olimps Rīga       | Riga       | Stadio Daugava           | 8º posto               |
| Skonto            | Riga       | Stadio Skonto            | Campione               |
| Ventspils         | Ventspils  | Stadio Olimpico          | 2º posto               |

## Classifica
|                     | Pos. | Squadra           | Pt | G  | V  | N | P  | GF | GS  | DR  |
| ------------------- | ---- | ----------------- | -- | -- | -- | - | -- | -- | --- | --- |
| Lettonia (bandiera) | 1.   | Ventspils         | 71 | 32 | 22 | 5 | 5  | 75 | 19  | +56 |
|                     | 2.   | Metalurgs Liepāja | 70 | 32 | 22 | 4 | 6  | 72 | 26  | +46 |
|                     | 3.   | Daugava           | 63 | 32 | 19 | 6 | 7  | 58 | 30  | +28 |
|                     | 4.   | Skonto            | 60 | 32 | 17 | 9 | 6  | 62 | 21  | +41 |
|                     | 5.   | Jūrmala           | 44 | 32 | 12 | 8 | 12 | 46 | 43  | +3  |
|                     | 6.   | Jelgava           | 43 | 32 | 13 | 4 | 15 | 47 | 54  | -7  |
|                     | 7.   | Gulbene           | 28 | 32 | 7  | 7 | 18 | 39 | 67  | -28 |
|                     | 8.   | Jūrmala-VV        | 21 | 32 | 5  | 6 | 21 | 35 | 76  | -41 |
|                     | 9.   | Olimps Rīga       | 6  | 32 | 1  | 3 | 28 | 19 | 117 | -98 |

Legenda:

      Campione di Lettonia e ammessa alla UEFA Champions League 2012-2013

      Ammesse alla UEFA Europa League 2012-2013

      Retrocessa in 1. līga

### Verdetti
- Campione:  Ventspils
- In UEFA Champions League 2012-2013:  Ventspils (al secondo turno di qualificazione)
- In UEFA Europa League 2012-2013:  Metalurgs Liepāja e  Daugava (al primo turno di qualificazione)
- Retrocessa in 1. līga:  Olimps Rīga dopo spareggio

## Risultati

### Tabellone
|            | Dau     | Gul     | Jel     | Jur     | JVV     | Met     | Oli     | Sko     | Ven     |
| ---------- | ------- | ------- | ------- | ------- | ------- | ------- | ------- | ------- | ------- |
| Daugava    | ––––    | 3-1 2-0 | 1-1 2-1 | 1-1 3-0 | 1-0 2-1 | 2-1 0-1 | 2-0     | 1-1 0-0 | 0-3 1-1 |
| Gulbene    | 0-2 2-4 | ––––    | 3-0 2-3 | 1-1 0-2 | 1-1 4-1 | 0-0 0-1 | 2-1 3-0 | 1-0 1-1 | 0-2 0-3 |
| Jelgava    | 1-3 1-2 | 3-1 3-0 | ––––    | 0-2     | 1-0 4-1 | 1-3 3-2 | 5-1 2-1 | 1-2 1-4 | 2-0 1-2 |
| Jūrmala    | 0-2 2-1 | 4-1 2-0 | 1-1 2-0 | ––––    | 0-2 2-0 | 1-3 1-4 | 4-0 6-1 | 1-2 1-1 | 0-1 2-3 |
| Jūrmala-VV | 1-3 0-3 | 5-3 2-2 | 2-3 1-1 | 3-1 1-1 | ––––    | 0-5 1-2 | 2-1 4-0 | 0-4 2-2 | 0-3 1-2 |
| Metalurgs  | 2-0 1-3 | 1-2 6-2 | 0-1 2-0 | 1-0 1-1 | 4-1 6-1 | ––––    | 4-1 7-1 | 0-1 0-0 | 0-0 2-1 |
| Olimps     | 0-6 1-3 | 1-3 1-1 | 1-3     | 2-2 1-2 | 0-0 2-1 | 1-4 0-3 | ––––    | 0-4 0-7 | 0-8 1-6 |
| Skonto     | 1-1 1-0 | 2-1 5-0 | 4-0 2-1 | 0-1 1-1 | 2-0 3-0 | 0-2 0-1 | 4-0 6-0 | ––––    | 1-3 0-1 |
| Ventspils  | 2-1     | 4-0 1-1 | 4-0 0-0 | 4-0 2-0 | 4-0 4-1 | 0-1 1-2 | 4-0     | 0-1 0-0 | ––––    |

### Calendario

#### 1ª-18ª giornata
| Andata | Andata | Prima giornata       | Ritorno | Ritorno |
|        |        |                      |         |         |
| 02-04  | 1-4    | Olimps-Metalurgs     | 1-4     | 18-05   |
| 03-04  | 4-0    | Ventspils-Jūrmala-VV | 3-0     | 18-05   |
| 03-04  | 3-1    | Daugava-Gulbene      | 2-0     | 18-05   |
| 03-04  | 1-1    | Jūrmala-Jelgava      | 2-0     | 18-05   |
|        |        | riposa: Skonto       |         |         |

| Andata | Andata | Terza giornata     | Ritorno | Ritorno |
|        |        |                    |         |         |
| 13-04  | 4-0    | Ventspils-Gulbene  | 2-0     | 28-05   |
| 13-04  | 0-4    | Olimps-Skonto      | 0-4     | 28-05   |
| 13-04  | 0-2    | Jūrmala-Daugava    | 1-1     | 28-05   |
| 13-04  | 1-3    | Jelgava-Metalurgs  | 1-0     | 29-05   |
|        |        | riposa: Jūrmala-VV |         |         |

| Andata | Andata | Quinta giornata    | Ritorno | Ritorno |
|        |        |                    |         |         |
| 24-04  | 1-2    | Jelgava-Skonto     | 0-4     | 15-06   |
| 24-04  | 0-1    | Jūrmala-Ventspils  | 0-4     | 15-06   |
| 24-04  | 2-0    | Metalurgs-Daugava  | 1-2     | 15-06   |
| 05-06  | 1-1    | Gulbene-Jūrmala-VV | 3-5     | 15-06   |
|        |        | riposa: Olimps     |         |         |

| Andata | Andata | Settima giornata    | Ritorno | Ritorno |
|        |        |                     |         |         |
| 27-04  | 0-0    | Metalurgs-Ventspils | 1-0     | 26-06   |
| 27-04  | 1-1    | Daugava-Skonto      | 1-1     | 26-06   |
| 04-05  | 4-1    | Jūrmala-Gulbene     | 1-1     | 29-06   |
| 04-05  | 0-0    | Olimps-Jūrmala-VV   | 1-2     | 25-06   |
|        |        | riposa: Jelgava     |         |         |

| Andata | Andata | Nona giornata      | Ritorno | Ritorno |
|        |        |                    |         |         |
| 11-05  | 1-2    | Metalurgs-Gulbene  | 0-0     | 07-07   |
| 11-05  | 1-3    | Skonto-Ventspils   | 1-0     | 07-07   |
| 15-05  | 0-2    | Jūrmala-Jūrmala-VV | 1-3     | 10-07   |
| 15-05  | 5-1    | Jelgava-Olimps     | 3-1     | 10-07   |
|        |        | riposa: Daugava    |         |         |

| Andata | Andata | Seconda giornata   | Ritorno | Ritorno |
|        |        |                    |         |         |
| 09-04  | 2-0    | Daugava-Olimps     | 6-0     | 22-05   |
| 10-04  | 2-3    | Jūrmala-VV-Jelgava | 0-1     | 22-05   |
| 10-04  | 1-0    | Metalurgs-Jūrmala  | 3-1     | 22-05   |
| 10-04  | 2-1    | Skonto-Gulbene     | 0-1     | 22-05   |
|        |        | riposa: Ventspils  |         |         |

| Andata | Andata | Quarta giornata      | Ritorno | Ritorno |
|        |        |                      |         |         |
| 16-04  | 0-1    | Skonto-Jūrmala       | 2-1     | 11-06   |
| 16-04  | 0-5    | Jūrmala-VV-Metalurgs | 1-4     | 11-06   |
| 17-04  | 1-1    | Daugava-Jelgava      | 3-1     | 12-06   |
| 17-04  | 4-0    | Ventspils-Olimps     | 8-0     | 11-06   |
|        |        | riposa: Gulbene      |         |         |

| Andata | Andata | Sesta giornata     | Ritorno | Ritorno |
|        |        |                    |         |         |
| 30-04  | 0-2    | Skonto-Metalurgs   | 1-0     | 22-06   |
| 30-04  | 1-3    | Jūrmala-VV-Daugava | 0-1     | 19-06   |
| 30-04  | 4-0    | Ventspils-Jelgava  | 0-2     | 22-06   |
| 30-04  | 2-1    | Gulbene-Olimps     | 3-1     | 19-06   |
|        |        | riposa: Jūrmala    |         |         |

| Andata | Andata | Ottava giornata   | Ritorno | Ritorno |
|        |        |                   |         |         |
| 08-05  | 0-4    | Jūrmala-VV-Skonto | 0-2     | 03-07   |
| 08-05  | 2-1    | Ventspils-Daugava | 3-0     | 03-07   |
| 08-05  | 2-2    | Olimps-Jūrmala    | 0-4     | 06-07   |
| 08-05  | 3-0    | Gulbene-Jelgava   | 1-3     | 03-07   |
|        |        | riposa: Metalurgs |         |         |

#### 19ª-36ª giornata
| Andata | Andata | Diciannovesima giornata | Ritorno | Ritorno |
|        |        |                         |         |         |
| 17-07  | 0-3    | Olimps-Metalurgs        | 1-7     | 17-09   |
| 28-09  | 4-1    | Ventspils-Jūrmala-VV    | 2-1     | 17-09   |
| 17-07  | 2-4    | Gulbene-Daugava         | 1-2     | 16-09   |
| 17-07  | 2-0    | Jūrmala-Jelgava         | 2-0     | 18-09   |
|        |        | riposa: Skonto          |         |         |

| Andata | Andata | Ventunesima giornata | Ritorno | Ritorno |
|        |        |                      |         |         |
| 08-08  | 1-1    | Ventspils-Gulbene    | 3-0     | 25-09   |
| 13-04  | 0-7    | Olimps-Skonto        | 0-6     | 25-09   |
| 13-04  | 2-1    | Jūrmala-Daugava      | 0-3     | 25-09   |
| 13-04  | 3-2    | Jelgava-Metalurgs    | 0-2     | 25-09   |
|        |        | riposa: Jūrmala-VV   |         |         |

| Andata | Andata | Ventitreesima giornata | Ritorno | Ritorno |
|        |        |                        |         |         |
| 17-08  | 1-4    | Jelgava-Skonto         | 1-2     | 23-10   |
| 17-08  | 2-3    | Jūrmala-Ventspils      | 0-2     | 23-10   |
| 17-08  | 1-3    | Metalurgs-Daugava      | 1-0     | 23-10   |
| 17-08  | 4-1    | Gulbene-Jūrmala-VV     | 2-2     | 23-10   |
|        |        | riposa: Olimps         |         |         |

| Andata | Andata | Venticinquesima giornata | Ritorno | Ritorno |
|        |        |                          |         |         |
| 27-08  | 2-1    | Metalurgs-Ventspils      | 2-1     | 15-10   |
| 27-08  | 0-0    | Daugava-Skonto           | 0-1     | 15-10   |
| 27-08  | 2-0    | Jūrmala-Gulbene          | 2-0     | 15-10   |
| 28-08  | 2-1    | Olimps-Jūrmala-VV        | _-_     | 15-10   |
|        |        | riposa: Jelgava          |         |         |

| Andata | Andata | Ventisettesima giornata | Ritorno | Ritorno |
|        |        |                         |         |         |
| 13-09  | 6-2    | Metalurgs-Gulbene       | 1-0     | 05-11   |
| 14-09  | 0-1    | Skonto-Ventspils        | 0-0     | 05-11   |
| 14-09  | 2-0    | Jūrmala-Jūrmala-VV      | 1-1     | 05-11   |
| 14-09  | 2-1    | Jelgava-Olimps          | 3-1     | 05-11   |
|        |        | riposa: Daugava         |         |         |

| Andata | Andata | Ventesima giornata | Ritorno | Ritorno |
|        |        |                    |         |         |
| 24-07  | 2-0    | Daugava-Olimps     | 3-1     | 21-09   |
| 24-07  | 1-1    | Jūrmala-VV-Jelgava | 1-4     | 21-09   |
| 24-07  | 1-1    | Metalurgs-Jūrmala  | 4-1     | 21-09   |
| 24-07  | 1-1    | Gulbene-Skonto     | 0-5     | 21-09   |
|        |        | riposa: Ventspils  |         |         |

| Andata | Andata | Ventiduesima giornata | Ritorno | Ritorno |
|        |        |                       |         |         |
| 13-08  | 1-1    | Skonto-Jūrmala        | 1-1     | 01-10   |
| 13-08  | 1-2    | Jūrmala-VV-Metalurgs  | 1-6     | 01-10   |
| 13-08  | 2-1    | Daugava-Jelgava       | 2-1     | 01-10   |
| 13-08  | 4-0    | Ventspils-Olimps      | 6-1     | 01-10   |
|        |        | riposa: Gulbene       |         |         |

| Andata | Andata | Ventiquattresima giornata | Ritorno | Ritorno |
|        |        |                           |         |         |
| 21-08  | 0-1    | Skonto-Metalurgs          | 0-0     | 19-10   |
| 21-08  | 0-3    | Jūrmala-VV-Daugava        | 1-2     | 19-10   |
| 21-08  | 0-0    | Ventspils-Jelgava         | 2-1     | 19-10   |
| 21-08  | 3-0    | Gulbene-Olimps            | 1-1     | 08-10   |
|        |        | riposa: Jūrmala           |         |         |

| Andata | Andata | Ventiseisima giornata | Ritorno | Ritorno |
|        |        |                       |         |         |
| 10-09  | 2-2    | Jūrmala-VV-Skonto     | 0-3     | 30-10   |
| 10-09  | 2-1    | Ventspils-Daugava     | 1-1     | 30-10   |
| 10-09  | 1-2    | Olimps-Jūrmala        | 1-6     | 30-10   |
| 10-09  | 2-3    | Gulbene-Jelgava       | 0-3     | 30-10   |
|        |        | riposa: Metalurgs     |         |         |

### Spareggio promozione/retrocessione
| Riga 10 novembre 2010, ore ?:? Andata | Olimps Rīga | 1 – 2 | Spartaks Jūrmala |  |

| Jūrmala 13 novembre 2011, ore ?:? Ritorno | Spartaks Jūrmala | 2 – 0 | Olimps Rīga |  |

## Classifica marcatori
| Gol |  |  | Giocatore           | Squadra           |
| --- |  |  | ------------------- | ----------------- |
| 22  |  |  | Nathan Júnior       | Skonto            |
| 21  |  |  | Mamuka Gongadze     | Daugava           |
| 16  |  |  | Jurģis Kalns        | Metalurgs Liepāja |
| 16  |  |  | Vladislavs Kozlovs  | Jelgava           |
| 12  |  |  | Vadim Jančuk        | Ventspils         |
| 11  |  |  | Vladimirs Kamešs    | Metalurgs Liepāja |
| 10  |  |  | Vīts Rimkus         | Jūrmala           |
| 9   |  |  | Vadims Gospodars    | Jūrmala           |
| 9   |  |  | Arevšats Hačatrjans | Gulbene           |
| 8   |  |  | Ahmed Abdultaofik   | Ventspils         |
| 8   |  |  | Federico Martinez   | Ventspils         |
| 8   |  |  | Nerijus Valskis     | Metalurgs Liepāja |
|     |  |  |                     |                   |